# Reattore nucleare LENA
Il LENA (acronimo di Laboratorio Energia Nucleare Applicata) è un reattore nucleare utilizzato per scopi di ricerca scientifica situato presso l'Università degli Studi di Pavia. È un reattore di tipo TRIGA Mark II, dove TRIGA è l'acronimo di Training Research Isotope Production General Atomics e indica una classe di reattori nucleari da addestramento prodotti da General Atomics. In regime stazionario fornisce una potenza termica di 250 kW.
Il contratto di acquisto fu siglato nel 1962 dal rettore dell'università e la costruzione cominciò nel 1964. Il reattore raggiunse la sua prima criticità il 15 novembre 1965 e da allora viene usato principalmente per attività di ricerca medica e formazione.
Il combustibile nucleare è costituito da una lega metallica di uranio (arricchito al 19,95% in 235U) e zirconio, all'interno della quale viene fatto diffondere dell'idrogeno, che funge da moderatore. Il nocciolo è immerso in acqua e la reazione viene controllata mediante l'inserimento e l'estrazione di tre barre di controllo. Il reattore è molto sicuro in quanto possiede coefficiente termico negativo: un aumento della temperatura infatti causa una riduzione della potenza nel reattore.